# Passuth László
Passuth László (Budapest, 1900. július 15. – Balatonfüred, 1979. június 19.) magyar író, műfordító, Passuth Krisztina művészettörténész édesapja.

## Életpályája
Passuth Ferenc József, Sáros vármegye főszolgabírája és Éber (Ellenberger) Emánuella Eugénia gyermekeként született. Nagybátyja Éber Antal közgazdasági író, politikus volt. 1901-ben családja Kolozsvárra költözött, középiskoláit is itt végezte. „Kincses Kolozsvár” inspiráló szellemisége, gazdag kulturális és történelmi öröksége meghatározták mind emberi, mind írói pályája alakulását – több történelmi regénye helyszínéül is Erdélyt választotta.
Az impériumváltás után, 1920-ban került Budapestre. Édesanyja a rákospalotai Villasoron vásárolt házat, Passuth életének több szakaszában élt Rákospalotán, illetve Újpesten.
Jogi diplomát szerzett a szegedi egyetem jogtudományi karán. 1919 és 1950 között banktisztviselőként dolgozott, majd 1950-től 1960-ig, nyugdíjba vonulásáig az Országos Fordító Iroda szakfordítója volt. Kisebb írásai, tanulmányai és kritikái az 1920-as évek közepétől több mértékadó folyóirat: a Nyugat, a Szép Szó, a Magyar Szemle, a Jelenkor és Válasz hasábjain jelentek meg. Regényeinek sorát a két világháború közötti átláthatatlan, zűrzavaros időket megidéző Eurázia nyitotta meg 1937-ben. Ebben a korai művében még avantgárd stílusjegyek ismerhetők fel.
Ezután egyre inkább rátalált saját írói hangjára és arra a műfajra, amelyben írásművészete a legjobban ki tudott teljesedni. Alapos filológiai felkészültséggel, kivételesen kifinomult stílusban történelmi regényeket kezdett írni.
Első nagy sikere az Esőisten siratja Mexikót című regénye volt 1939-ben. Ez a Móricz Zsigmond biztatására papírra vetett, monumentális, egyszersmind fordulatos, izgalmas mű nemcsak a hazai olvasókat hódította meg, hanem a világ legkülönbözőbb nyelvterületein közkedvelt olvasmány mind a mai napig. Mikor évtizedekkel később Passuth személyesen is eljutott Mexikóba, nagy ünneplésben volt része: úgy fogadták, mint a konkvisztádorok-elpusztította ősi azték civilizáció legjobb európai ismerőjét.
1945-ben a Magyar PEN Club főtitkárává választották. Ezt a tisztségét egészen 1960-ig töltötte be, ám 1948 és 1957 között csak formálisan, háttérbe szorítva, mivel 1948-ban kizárták a Magyar Írók Szövetségéből.
Kitűnő idegennyelv-tudásának hála számos nyelvből fordított (gyakorló tolmácsi szinten volt otthonos a gimnáziumban elsajátított latin mellett az angol, a francia, a német, az olasz, a görög, a spanyol és a portugál nyelvekben) – minthogy 1949-től 1956-ig a kedvezőtlen politikai klímában szilencium alatt állt, csakis fordításai jelenthettek meg. A mellőzés évei után 1956-tól visszatért a magyar irodalmi életbe, de csak a „tűrt” kategóriában; viszont a hatalom az elé nem gördített akadályokat, hogy művei külföldön megjelenhessenek.
Hiába nem pártolták az irodalom korifeusai, a szocializmus évtizedeiben történelmi és életrajzi regényei a legolvasottabb művek közé tartoztak, szinte minden család könyvtárában fellelhetők voltak. Társadalmi regényeket is írt (Forgóajtó, Felhő és oázis), ám ezek nem találták meg az utat az olvasók szívéhez.
Házastársa Békésy Lola Alojzia volt, akit 1936. június 25-én Budapesten vett feleségül. A házassággal Békésy György Nobel-díjas biofizikus sógora lett.
Óriási életművet hátrahagyva 1979. június 19-én hunyt el Balatonfüreden, 78 éves korában. Sírja a róla elnevezett balatonarácsi temetőben található.

## Munkássága, értékelése
Passuth László elsősorban történelmi regényíróként vált ismertté. Elődei között Jósika Miklós, Jókai Mór és Gárdonyi Géza nevét szokás megemlíteni.
Rendkívül széles érdeklődési körébe beletartozott a középkori magyar történelem. Ennek köszönhetően született meg a II. Endréről szóló Hétszer vágott mező, a Luxemburgi Zsigmondról szóló Tört királytükör, valamint a Nápolyi Johanna, továbbá a Báthoryak-korabeli Erdély nagy sorskérdéseit témául választó Négy szél Erdélyben, illetőleg a Sárkányfog, s a Wesselényi-összeesküvésről és Zrínyi Ilonáról szóló a Sasnak körmei között.
A Nyugatrómai Birodalom bukásának zaklatott időszaka (Ravennában temették Rómát), és a bizánci udvar intrikái is megragadták írói képzeletét. (A Bíborbanszületett című regényének főhőse Szent László királyunk unokája, Komnénosz Mánuel. Az ennek, a Nyugat és a Kelet hatalmi ellentéteit a maga javára fordítani kívánó bizánci császárnak az életét feldolgozó grandiózus történelmi tabló sokak szerint a Passuth-életműben az opus magnum.) Passuth László regényes korrajzai közül talán a legismertebb, s a mai napig is a legkedveltebb az ún. „spanyol trilógia”, melyben a spanyol Habsburgok világuralmának, majd hanyatlásának koráról mesél. (Esőisten siratja Mexikót, Fekete bársonyban, A harmadik udvarmester)
Művészéletrajzai is jelentősek. Megihlette a késő-reneszánsz olasz zeneszerzőinek: Gesualdónak és Monteverdinek az élete (Madrigál, A mantuai herceg muzsikusa), Raffaello vatikáni korszaka (Aranyködben fáznak az istenek), akárcsak a másik festőóriás: Caravaggio kalandos élete. (Medúzafej) Lagúnák címmel Giorgione szerelmi életébe is elkalauzol.
Művei sorából feltétlenül említést érdemel még A lombard kastély (1941), amelynek főhőse egy ragyogó tehetségű fiatal művészettörténész, aki itáliai tanulmányútján képhamisítási ügybe keveredik, ugyanis arra akarják felhasználni, hogy szakvéleményével bizonyos festményeket neves festők alkotásaként hitelesítsen. A művészettörténeti rejtvényfejtés krimiszerű izgalmát felkínáló regényt napjainkban „a magyar Da Vinci-kódként” tartják számon, hozzátéve azt a nem elhanyagolható körülményt, hogy a Passuth-mű több mint 60 évvel Dan Brown bestsellere előtt keletkezett.
Nagyívű, szélesen hömpölygő regényeinek becsülésreméltó erénye a gondos forrásfeldolgozói munkából adódó hitelesség, valamint az a törekvés, hogy a tárgyul választott eseményeket minél átfogóbb, európai perspektívából tárja a nagyközönség elé.
A Passuth-próza jellemzően hosszú mondatokból építkezik, amelyek többszörösen összetettek vagy mellérendelők. Nyelvi világára jellemző még az is, hogy képszerű, költői. A Nyugat folyóiratban a neves irodalomtörténész, Kardos László az Esőisten siratja Mexikót című regény kapcsán annak a véleményének ad hangot, hogy a regény nyelve egyszerre keresett és gazdag. „A mondatok hasonlóak azokhoz a titokzatos homályba hulló indián tájakhoz, amelyeknek iszalagos, fülledt és buja vegetációját oly nagy kedvvel festegeti az író.”
A történelmi regények mellett Passuth László írói működésének másik nagy területe az emlékiratírás volt. Kamaszkori élményeitől az 1960-as évekig terjedően vetette papírra emlékeit, elmélkedéseit öt kötetben (Kutatóárok, Rézkor, Gyilokjáró, Barlangképek, Tíz esztendő tető alatt).
A milliós példányszámot elérő Passuth Lászlót a korabeli kritika lektűríróként kezelte. Hegedüs Géza a Magyar Irodalmi Arcképcsarnok Passuth Lászlóról szóló részében ezzel kapcsolatban rámutatott, hogy miközben az irodalom művelői Homérosz óta az olvasóközönség tetszésére vágynak, minek folytán rá vannak szorítva arra, hogy érdekesen írjanak, a szakmában gyanakodva nézik azokat, akik birtokában vannak a siker receptjének.
Hegedüs ezzel zárja Passuth ellentmondásos fogadtatására adott magyarázatát:
„Évtizedeken át ő volt a legtöbb kiadásban, legnagyobb példányszámban megjelenő magyar író. Ezt tulajdonképpen életében sem, halála óta sem bocsátották meg neki az irodalom bennfentesei.”
Passuthnak a szocializmus időszakában nemcsak az olvasmányosságát vetették a szemére, de az állítólagos „kultúrpesszimisztikus” múltnosztalgiáját is.

Passuth László 1979-ben készült fényképe

A kritikusok Passuthtal szembeni tartózkodásába alighanem az is belejátszott, hogy Passuth keresztény szellemiségű, azaz – ha nem is harcosan, de – rendszerellenes volt. Mindebből logikusan következett, hogy Passuth László az aczéli kultúrpolitika hármas fölosztásában (támogatott, tűrt, tiltott) a „tűrt” kategóriába tartozott. Kitüntetést, hivatalos elismerést soha nem kapott.
Érdekes jelenség, hogy míg életében azzal vádolták Passuthot, hogy túl könnyű kézzel ír, napjainkban egy ellentétes probléma merül fel. A ma olvasói, úgy tűnik, nehezebben birkóznak meg a Passuth-művekben lépten-nyomon felbukkanó veretes körmondatokkal, archaikus kifejezésekkel, hosszúra nyúló művelődéstörténeti kitérőkkel. Mivel Passuth írói módszere az volt, hogy hatalmas történelmi tablókat festett, a cselekménybonyolítása sem feltétlenül olyan „pörgős”, mint amit napjaink olvasója elvárna.
Bár Passuth Lászlóról mind a mai napig nem született átfogó monográfia, azt senki se vonja kétségbe, hogy európai műveltségű és kitekintésű író volt, aki missziójának tekintette, hogy olvasói látókörét szélesítse.
Passuth László érdemei a történelmi ismeretterjesztésben és az egymást követő generációk magyarságtudatának megőrzésében vitán felül állnak. A bámulatos termékenységet a kérlelhetetlen minőségérzékkel ötvöző íróban a 20. század klasszikus rangra emelkedett nagy alkotóművészét tisztelhetjük.

## Híres mondása
„Ha az emberek is egy kicsit olyanok lennének, mint a könyvek: esztendők után, tetszés szerint, ki lehetne venni őket a könyvtár magas, hűvös soraiból, megkeresni egy passzust bennük, egy fejezetet, átolvasni…megkeresni az emléket, az ízt, az egykori élményt, s utána visszatenni, mint a Háború és béke felejthetetlen kötetét…”

– (Felhő és oázis)

## Művei
- Eurázia. Regény; Athenaeum, Bp., 1937
- Esztergomi symposion; s.n., Bp., 1937 (Apollo-könyvtár)
- Esőisten siratja Mexikót; Athenaeum, Bp., 1939
- Nápolyi Johanna; Athenaeum, Bp., 1940
- A lombard kastély. Regény; Athenaeum, Bp., 1942 k.
- A Bíborbanszületett; Athenaeum, Bp., 1943
- Forgóajtó; Athenaeum, Bp., 1944
- Felhő és oázis; Bibliotheca-Officina Kiadó és Ny., Bp., 1946
- Fekete bársonyban. Regény; Athenaeum, Bp., 1946
- Idegenek. Regény; Dante, Bp., 1949
- Sasnak körme között; Ifjúsági, Bp., 1956
- A mantuai herceg muzsikusa. Claudio Monteverdi korának regényes története; Zeneműkiadó, Bp., 1957
- Négy szél Erdélyben; Magvető, Bp., 1957
- Lagunák. Regény; Szépirodalmi, Bp., 1958
- Megszólal a sírvilág. Regény; Móra, Bp., 1959
- Édenkert az óceánban. Bougainville felfedezi Tahitit; Táncsics, Bp., 1959 (Útikalandok)
- Sárkányfog. Regény, 1–2.; Szépirodalmi, Bp., 1960
- A harmadik udvarmester. Regény; Szépirodalmi, Bp., 1962
- Ravennában temették Rómát; Móra, Bp., 1963
- Aranyködben fáznak az istenek. Regény; Szépirodalmi, Bp., 1964
- Kutatóárok. Regény; Szépirodalmi, Bp., 1966
- Madrigál. Carlo Gesualdo életregénye; Zeneműkiadó, Bp., 1968
- Rézkor. Regény; Szépirodalmi, Bp., 1969
- Örök Hispánia; Gondolat, Bp., 1969 (Világjárók)
- Hétszer vágott mező. Regény, 1–2.; Szépirodalmi, Bp., 1970
- Nápoly; Zeneműkiadó, Bp., 1972 (Muzsikáló városok)
- Találkoztam Esőistennel; Szépirodalmi, Bp., 1972
- Gyilokjáró. Regény; Szépirodalmi, Bp., 1973 (önéletrajz)
- Tört királytükör. Regény; Szépirodalmi, Bp., 1974
- Emlék és folytatás. Regény; Szépirodalmi, Bp., 1975
- Tornyok árnyékában; Szépirodalmi, Bp., 1977
- Barlangképek. Regény; Szépirodalmi, Bp., 1978
- Medúzafej. Regény; Szépirodalmi, Bp., 1979
- Víz tükrére krónikát írni. Regény; Szépirodalmi, Bp., 1980
- Tíz esztendő, tető alatt; Szépirodalmi, Bp., 1981
- Anselmus. Regény; Szépirodalmi, Bp., 1983
- Perszephoné; Enciklopédia, Bp., 2011

## Emlékezete
- Világsikert kivívott műve, az Esőisten siratja Mexikót 1939-től napjainkig 112 kiadást ért meg – a magyaron kívül – 9 nyelven! (Spanyolországban különösen nagy népszerűségre tett szert ez a történelmi regény Cortez felfedező és hódító útjáról; a spanyol és a mexikói indián kultúra végzetes találkozásáról. A mai napig is kötelező olvasmány.[24])
- Az irodalom klasszikusai képregényben című, a Képes Kiadó által gondozott sorozat keretében 2021-ben kiadták az Esőisten siratja Mexikót képregényverzióját. (Korcsmáros Pál grafikus-könyvillusztrátor 1963-ban rajzolta meg a szóban forgó képregényváltozatot, amely heti folytatásokban, 17 héten keresztül jelent meg a Füles rejtvényújságban. A „vér–arany–szerelem” verhetetlen hármasát felkínáló mű ebben a formában is nagy sikert aratott.)
- Az antikvárium.hu-n Passuth László a legolvasottabb magyar regényírók sorában a 7. helyet foglalja el a forgalmazott könyvek mennyisége alapján.[25]
- A Passuth László írásművészetét tisztelők külön honlapot hoztak létre.[26]
- Passuth László máig tartó népszerűségét jól jelzi, hogy több emléktáblát avattak föl a tiszteletére. Balatonfüreden, ahol elhunyt, utca viseli a nevét. Budapest XXIII. kerületében, azaz Soroksáron is van az íróról elnevezett utca.
- Az a temető, ahol végső nyughelyre lelt Balatonarácson, a Passuth László Római Katolikus Temető nevet kapta. (Lásd alább, a képanyagban)

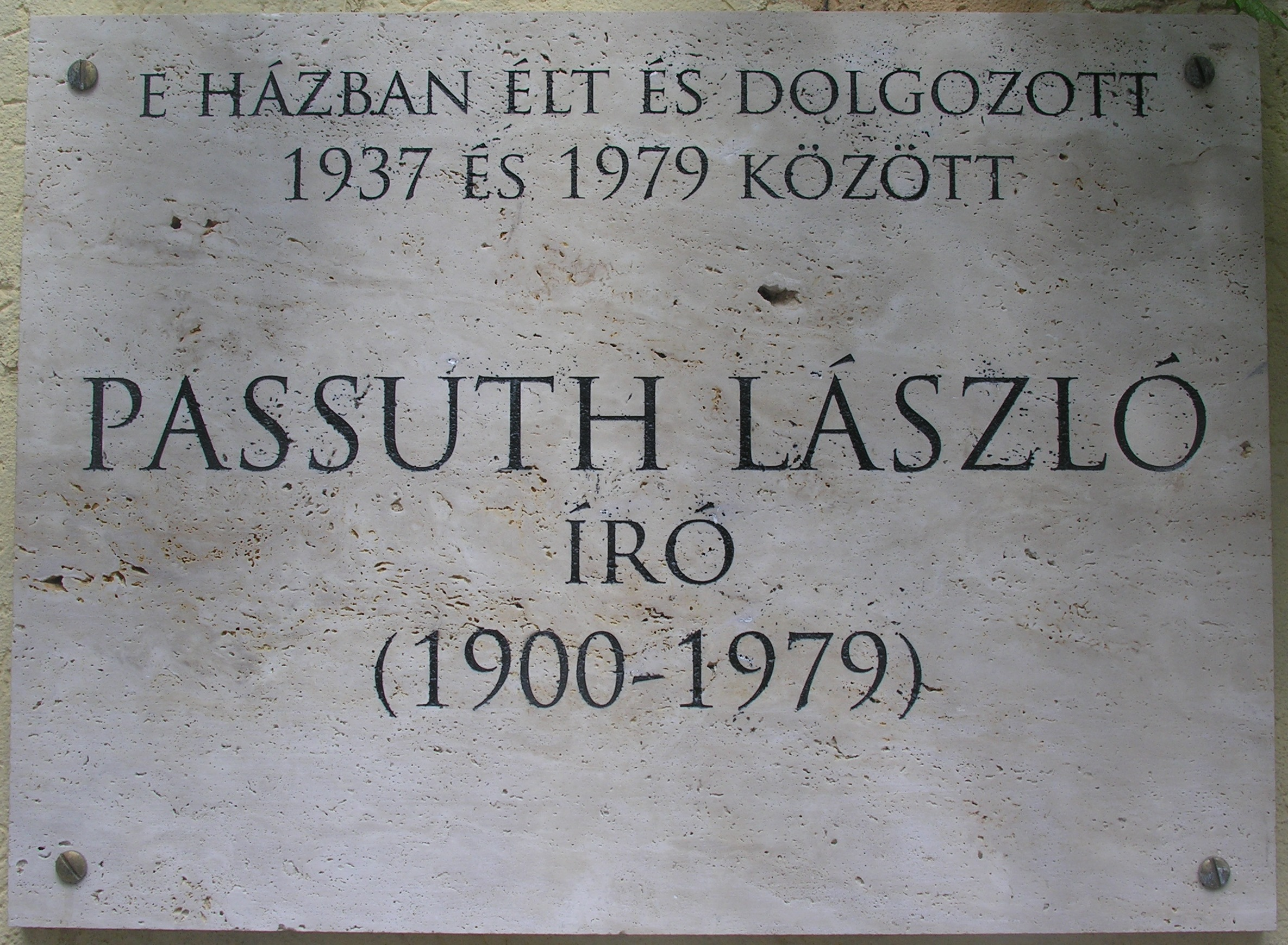
Emléktáblája egykori lakhelyén Budapest, II. kerület, Rózsahegy utca 1/a
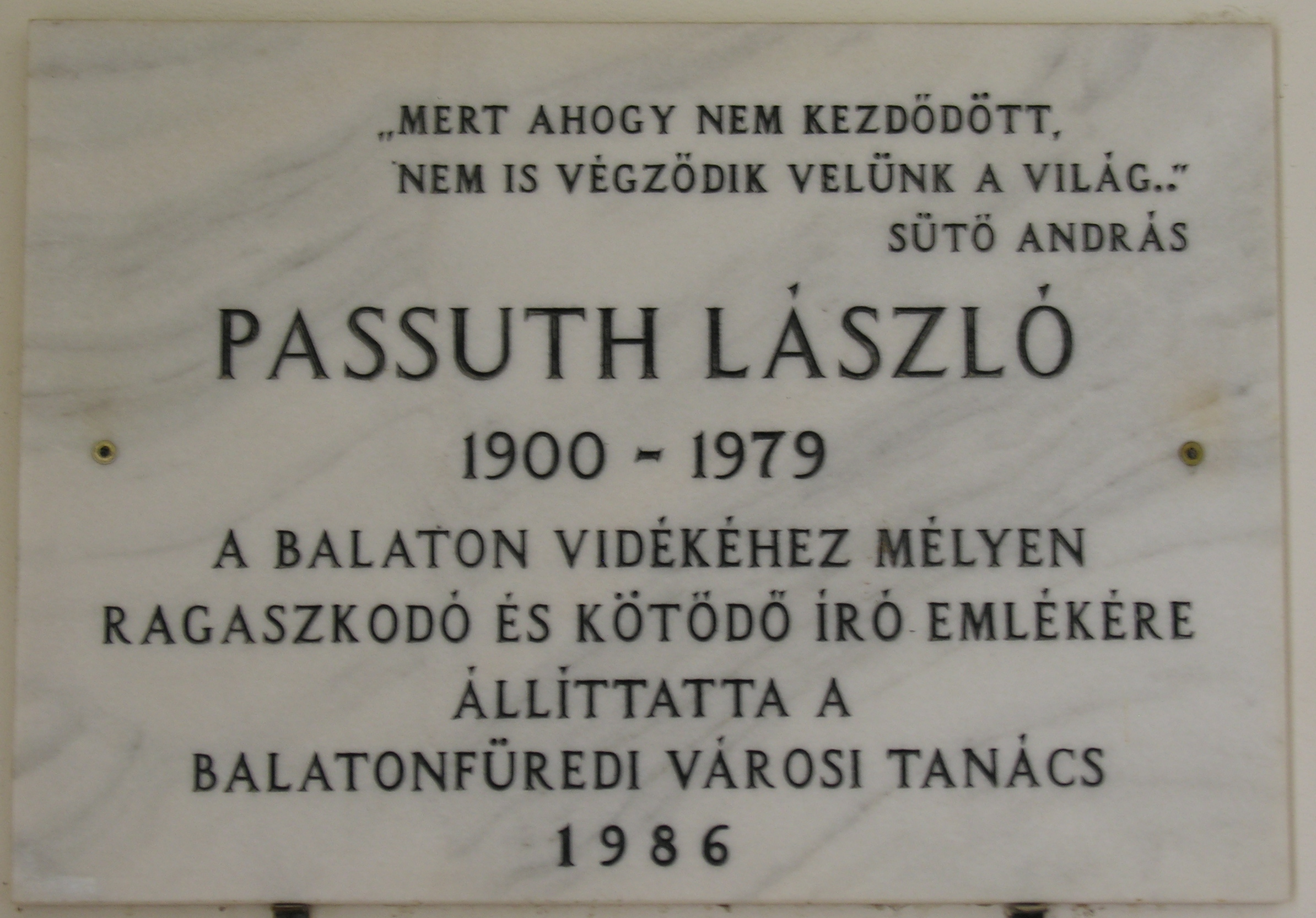
Emléktáblája Balatonfüreden
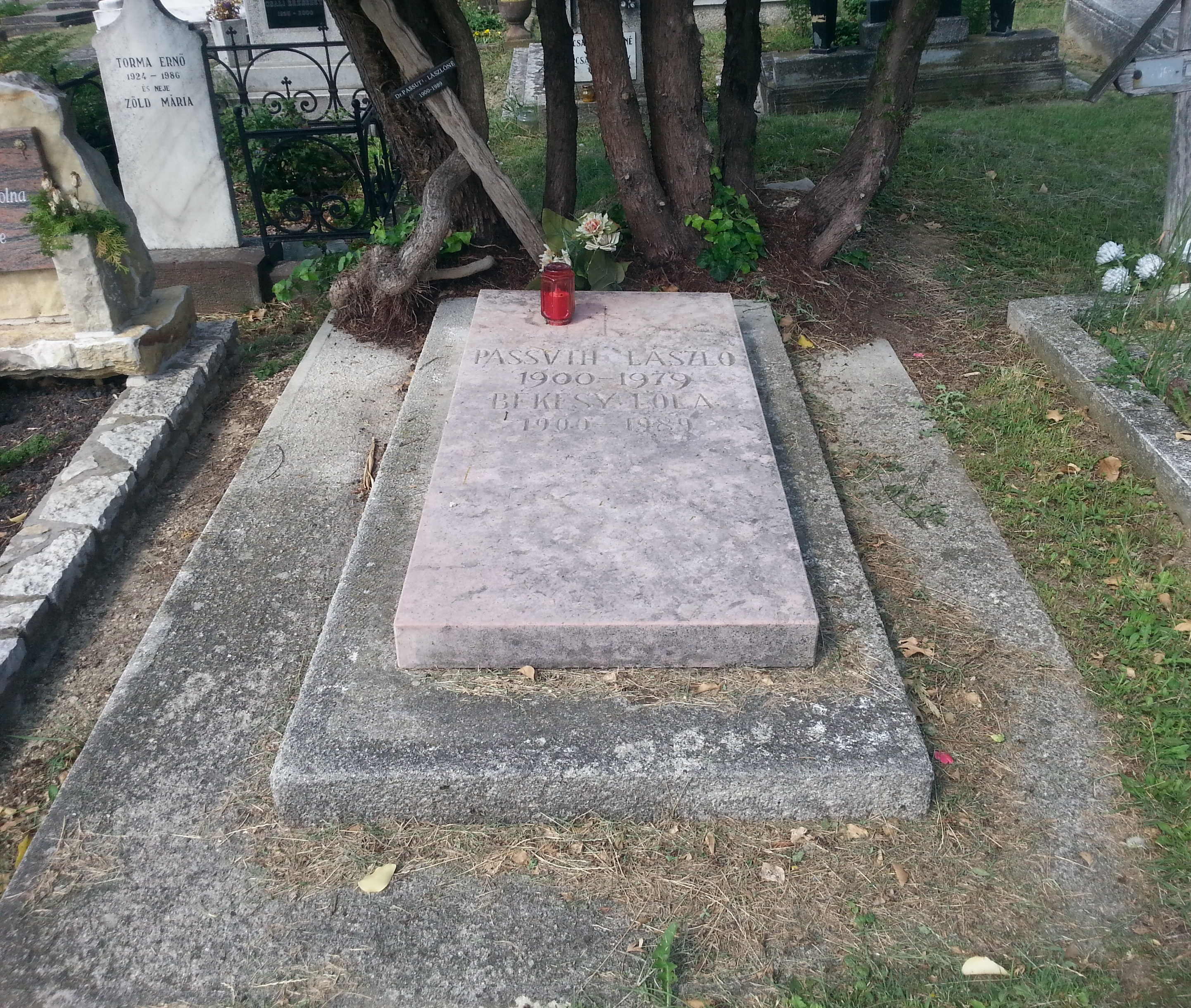
Sírja a balatonarácsi temetőben
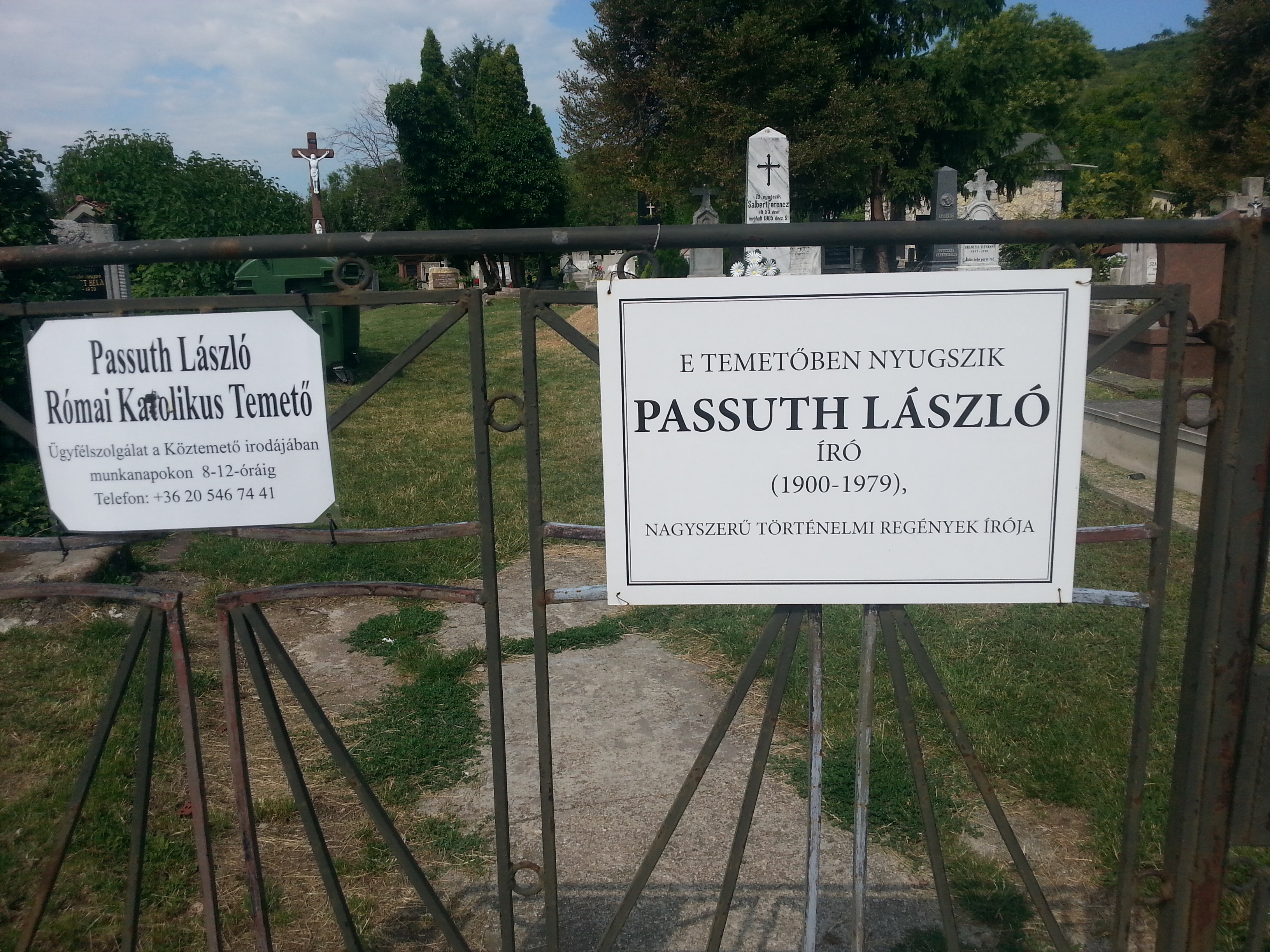
Passuth László Római Katolikus Temető Balatonarácson